# Egyptská literatura

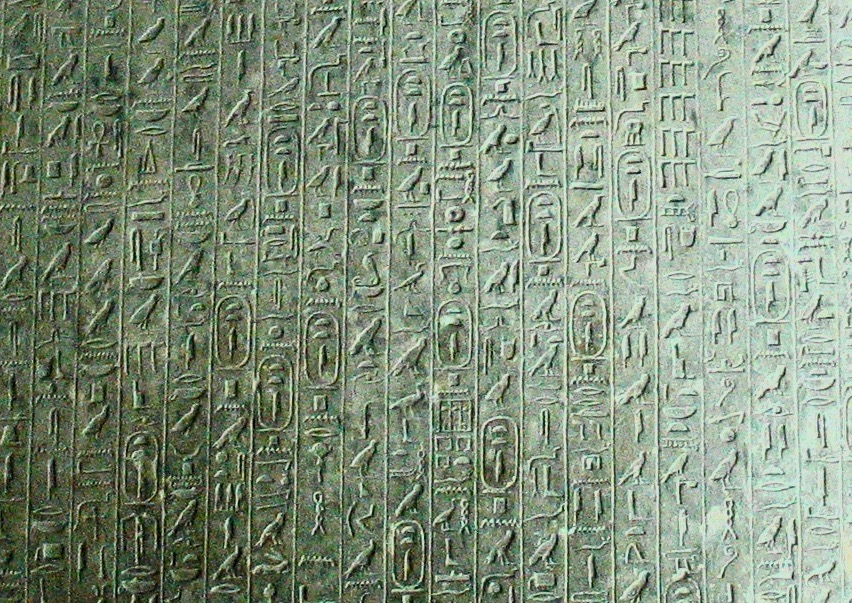
Texty pyramid v pyramidě faraona Tetiho

Kořeny egyptské literatury sahají až do starověkého Egypta. Egyptská literatura je jedna z nejstarších na světě a právě Egypťané byli první kulturou, která dala literatuře podobu, v jaké ji známe dnes - tedy knižní podobu.

## Staroegyptská literatura
Staří Egypťané v dobách začínajícího písemnictví využívali ke psaní nejen papyrus, ale i zdi hrobek, pyramid a obelisků. Pravděpodobně nejznámějším příkladem staroegyptské literatury je Povídka o Sinuhetovi. Dalšími dobře známými díly jsou Westcar papyrus, papyrus Ebers a Kniha mrtvých. Přestože většina tehdejší literatury sloužila více pro výuku než pro zábavu, najde se mezi ní i mnoho děl, která se touto literaturou zabývala. Jednalo se především o mýty, příběhy a biografie. Nejstarší formou egyptské literatury byla autobiografie.
Řeka Nil měla velký vliv na psaní starověkých Egypťanů, stejně tak i na řecko-římské básníky, kteří se do Egypta, a zejména do Alexandrijské knihovny, sjížděli. Známým egyptským básníkem byl Apollónios z Rhodu.

## Křesťanská literatura v Egyptě
Alexandrie se v období raného křesťanství (od 1. do 4. století našeho letopočtu) stala důležitým centrem. Významným dílem egyptské křesťanské literatury jsou Rukopisy z Nag Hammádí, které sepsali egyptští koptové přibližně ve 3. a 4. století.

## Islámská literatura v Egyptě
Poté, co byl Egypt dobyt arabskými muslimy, začala egyptská literatura vzkvétat. V této době došlo v literatuře k mnoha změnám. Papyrus byl nahrazen papírem a novým stylem psaní se stala kaligrafie. Změna nastala i v obsahu knih, které se nyní převážně začaly věnovat islámu. Nejstarším egyptským románem se stalo dílo Ibna al-Náfise Theologus Autodidactus.
Rovněž mnoho příběhů ze sbírky Tisíc a jedna noc je spojených se středověkým Egyptem. Tyto příběhy byly pravděpodobně vyprávěny již předtím, než byly sepsány a spojeny do jedné sbírky. Středověký egyptský folklór je společně s indickým a perským folklórem zřetelný v povídkách zařazených do sbírky během 15. století.

## Moderní egyptská literatura
Na přelomu devatenáctého a dvacátého století se v Egyptě a celém arabském světě začala rozšiřovat takzvaná al-Nahda, kulturní obroda, která se dotýkala všech aspektů života, včetně literatury. Jednou z nejvýznamnějších postav této doby byl Nagíb Mahfúz, první Egypťan, který získal Nobelovu cenu za literaturu.

## Významní egyptští spisovatelé
- Taha Husajn
- Yusuf Idris
- Sonallah Ibrahim
- Tawfíq Al-Hakím
- Gamál Násir
- Nagíb Mahfúz
- Nawal El-Saadawi
- Alá Al-Aswání